# Donic
Donic är ett företag som tillverkar bordtennisprodukter med huvudkontor i Völklingen i Tyskland Företaget sponsrar bland annat spelare som Jan-Ove Waldner, Jörgen Persson och Adrian Crisan.

## Produkter

### Tröjor
- Lugano
- Pergusa

### Racketar
- Opticon
- Waldner Offensive 40

### Skor
- Persson Ultraflex 3
- Targaflex